# Classe ATC A09
La classe ATC A09, dénommée « Digestifs, y compris les enzymes », est un sous-groupe thérapeutique de la classification anatomique, thérapeutique et chimique, développée par l'OMS pour classer les médicaments et autres produits médicaux. La classe ATC vétérinaire correspondante dans la classification ATCvet est QA09. Le sous-groupe présenté ici est celui établi par l'OMS, et peut donc différer des versions dérivées utilisées dans certains pays. Il fait partie du groupe anatomique A de la classification, intitulé « Système digestif et métabolisme ».

## A09A Digestifs, y compris les enzymes

### A09AAEnzyme- préparations
A09AA01 Diastase
A09AA02 Multienzymes (lipase, protéase etc.)
A09AA03 Pepsine
A09AA04 Tilactase

### A09ABAcide- préparations
A09AB01 Acide glutamique
A09AB02 Bétaïne
A09AB03 Acide chlorhydrique
A09AB04 Acide citrique

### A09ACEnzymeetacide- préparations en combinaisons
A09AC01 Pepsineet acides en préparations
A09AC02 Multienzymes et acides en préparations